# Школа ресторанного і кулінарного мистецтва при університеті Умео
Школа ресторанного і кулінарного мистецтва при університеті Умео (швед. Restauranghögskolan i Umeå) — частина університету Умео.
Дослідження кулінарних мистецтв, які проводяться в Університеті Умео, почалися в 1996 році. У 2002 році школа ресторанного і кулінарного мистецтва при університеті Умео була відкрита. Курси наведені для ступеня бакалавра в області творчої кухні або ресторанного хостингу.